# 明德祿
明德祿主教（D. António Joaquim de Medeiros, 1846年10月15日—1897年1月7日）生於葡萄牙，是第14任天主教澳門教區主教。
於1872年到澳門工作，曾任修院院長及副主教，專責統理帝汶島教務。蘇主教離澳門後，被選為澳門主教，是為第14任。1888年創辦仁愛育嬰院。1889年，委托嘉諾撒修女管理聖羅撒孤女院。1890年，獲澳葡政府批准，重新聘請耶穌會會士到澳門，掌理聖若瑟修院，起草政教協定。1897年，在帝汶島巡視教務時，患重病逝世。
1919年2月14日，為紀念明德祿主教，葡屬澳門政府將二龍喉馬路在塔石一段連接連勝街的新路命名為美的路主教街。